# Зарифян, Ованес Геворкович
Ованес Геворкович Зарифян (арм. Հովհաննես Զարիֆյան; 23 марта (4 апреля) 1879, Александрополь Российская империя (ныне Гюмри, Армения) — 29 июля 1937, Бостон, США) — армянский актёр, режиссёр, театральный деятель.

## Биография
Учился в приходской школе Свято-Спасской церкви (1892—1894), затем в семинарии. Сценическую деятельность начал в 1897 году в Тифлисе. Выступал в родном городе, затем в городах Закавказья, Северного Кавказа, России, Турции.
В 1920 году выехал за границу. С мая 1921 года жил в Нью-Йорке.
Играл в армянских труппах США, Франции, Египта, Румынии, Болгарии. С 1932 по 1936 год выступал в Южной Америке (Сан-Паулу, Монтевидео, Буэнос-Айрес).
Искусство О. Зарифяна отличалось самобытностью, мастерством перевоплощения.

## Избранные роли
- Гамлет, Отелло («Гамлет», «Отелло» Шекспира),
- Уриэль Акоста («Уриэль Акоста» Гуцкова),
- Царь Эдип («Царь Эдип» Софокла),
- Доктор Штокман («Враг народа» Ибсена),
- Дядя Багдасар («Дядя Багдасар» А. Пароняна),
- Даниэл («Злой дух» А. Ширванзаде),
- Отец Игумен («Старые боги» Л. Шанта),
- Незнамов («Без вины виноватые» А. Островского).